# Hirekumbalagunta, Kudligi
Hirekumbalagunta là một làng thuộc tehsil Kudligi, huyện Bellary, bang Karnataka, Ấn Độ.